# ورزشگاه ویا دل ماره
ورزشگاه ویا دل ماره (به ایتالیایی: Stadio Via del Mare) ورزشگاهی در شهر لچه در کشور ایتالیا است.
بازی‌های خانگی باشگاه فوتبال لچه در این ورزشگاه برگزار می‌شود.